# Чаттопадхьяя, Дебипрасад
Дебипрасад Чаттопадхьяя (Debiprasad Chattopadhyaya, бенг. দেবীপ্রসাদ চট্টোপাধ্যায়; 19 ноября 1918, Калькутта — 8 мая 1993, там же) — индийский философ

-марксист, известный своим вкладом в исследование материалистического течения в древнеиндийской философии. Его труды посвящены школе Локаята как главным представителям этого направления («Локаята Даршана. История индийского материализма», 1959), атеистической традиции в индийской мысли («Индийский атеизм: Марксистский анализ», 1969), развитию индийской философии в целом («Живое и мертвое в индийской философии», 1976), истории науки и научного метода в древней Индии («Наука и общество в Древней Индии», 1977, в центре которой находятся древние врачи Чарака и Сушрута), а также марксистскому учению («Ленин как философ», 1979). Посмертно (в 1998 году) награждён Падма бхушан — третьей наивысшей гражданской наградой Индии.

## Биография
Дебипрасад Чаттопадхьяя родился 19 ноября 1918 года в Калькутте. Его отец был сторонником национально-освободительной борьбы в Индии. Вероятно, именно его влияние привело Дебипрасад к двум основным увлечениям в его жизни — индийской философии и политике. Он быстро пришёл к радикальным течениях в обеих областях, сохраняя пожизненную приверженность марксизму и коммунистическому движению.
Дебипрасад Чаттопадхьяя получил академическое образование в области философии в Калькутте (Западная Бенгалия), под руководством таких выдающихся философов, как Сарвапалли Радхакришнан и Сурендранатх Дасгупта. Окончив с отличием Калькуттский университет — сперва как бакалавр гуманитарных наук (1939), затем как магистр со специализацией по философии веданта (1942), продолжил занятия в аспирантуре под руководством историка индийской философии профессора Дасгупты.
С 1944 года преподавал философию в различных колледжах Бомбея и Калькутты в течение трёх десятилетий. Впоследствии также стал приглашённым профессором в университетах Андхра-Прадеша, Калькутты и Пуны. Был связан с деятельностью Индийского совета исторических исследований (ICHR), Индийского совета философских исследований (ICPHR) и Национального института науки, технологий и исследований в области развития (NISTADS) Совета научных и промышленных исследований (CSIR). Его второй женой была известный педагог и тибетолог, доктор Алака Маджумдер Чаттопадхьяя (1926—1998).
Еще будучи студентом, Чаттопадхьяя включился в радикальное молодёжное движение левонационалистического толка и вскоре принимал участие в создании в 1936 году Ассоциации прогрессивных писателей и Антифашистской ассоциации писателей. Познакомившись в 1937 году с теорией Маркса по «Учебнику марксизма» британского коммуниста Эмиля Бёрнса, стал активным пропагандистом этого учения в Индии, руководя студенческими кружками по изучению научного социализма и выступая с критическими статьями по бенгальской литературе. Вступил в ряды Коммунистической партии Индии.

## Научное творчество
Его первой философской работой была книга «Современная европейская философия», опубликованная на языке бенгали университетом Вишвабхарати. За ней последовали другие труды, преимущественно популяризаторского характера — «Опровержение идеализма», «Философия марксизма», «Критика идеологических предпосылок учения Зигмунда Фрейда», «Проблемы нравственности и новая (советская) цивилизация» и т. д. Его произведения «Локаята даршана. Исследования индийского материализма», «Популярное введение в индийскую философию» (в русском переводе «История индийской философии») и «Индийский атеизм» стали одними из крупнейших образцов марксистского подхода к истории философии Индии. Кроме этого, под редакцией Чаттопадхьяя вышел пятитомный английский перевод важнейшего источника классической философии и логики Индии «Ньяя-сутры» с комментариями Ватсьяяны и собственными разъяснениями (в сотрудничестве с санскритологом Малайя Гангопадхьяя), бенгальский перевод «Ригведы», английский перевод «Истории буддизма в Индии» тибетского автора Таранатхи.
Изыскания Дебипрасада Чаттопадхьяя по материализму и научному методу привели к его активному взаимодействию с международным сообществом философов, историков и индологов. Он сотрудничал с ведущими мировыми специалистами, такими как Джозеф Нидхэм, Джордж Томсон, Григорий Бонгард-Левин и Вальтер Рубен. С 1959 года издавал ежеквартальник «Индологические исследования в прошлом и настоящем». В 1968 году впервые посетил Советский Союз, после чего начал систематическое издание серии «Советские индологические исследования». Был членом-корреспондентом Академии наук Восточной Германии и СССР.

### Русские переводы
- Чаттопадхьяя Д. Локаята Даршана. История индийского материализма = Lokayata: A Study in Ancient Indian Materialism[англ.]. — М.: Издательство иностранной литературы, 1961. — 736 с.
- Чаттопадхьяя Д. Индийский атеизм = Indian Atheism: A Marxist Analysis. — М.: Прогресс, 1973. — 344 с.
- Чаттопадхьяя Д. Живое и мёртвое в индийской философии[англ.] = What is Living and What is Dead in Indian Philosophy. — М.: Прогресс, 1981. — 416 с.
- Чаттопадхьяя Д. От санкхьи до веданты. Индийская философия: даршаны, категории, история. — М.: Сфера, 2003. — 320 с.